# دایدرا دیون
دایدرا دیون (انگلیسی: Deidra Dionne؛ زادهٔ february ۵, ۱۹۸۲ (۴۳ سال)) ورزشکار اسکی نمایشی اهل کانادا است.
وی در مسابقات کشوری و بین‌المللی در مجموع برندهٔ ۳ مدال برنز شده‌است.